# Éditions du Septentrion
Les éditions du Septentrion (anciennement Le Septentrion) sont une maison d’édition québécoise spécialisée dans la publication d'ouvrages historiques.

## Historique
Denis Vaugeois fonde les éditions du Septentrion en 1988 après son retrait de la vie politique. Réal d’Anjou cède à Denis Vaugeois la maison d’édition Pélican, mise sur pied en 1956, qui publiait surtout des beaux-livres et de la littérature jeunesse : le Pélican devient ainsi Le Septentrion, nom choisi par Denis Vaugeois pour sa connotation géographique. Pour mettre sur pied l’équipe de la maison d’édition, Vaugeois s’entoure des membres de l’ancienne équipe du journal Le Boréal Express, fondé 25 ans plus tôt, dont Lévis Martin et Jacques Lacoursière. Les premiers bureaux de la maison d’édition sont situés au-dessus de la librairie Vaugeois, dans le quartier Sillery à Québec.
Le premier livre publié par Septentrion est intitulé Léon Balcer raconte. Il s’agit des mémoires du politicien Léon Balcer, qui paraissent en 1988. En plus de l’édition de livres, Septentrion assure également à cette époque des contrats de consultation en histoire et en édition, collabore à des émissions de télévision et à des documentaires et prépare des dossiers pour le directeur général des élections. La maison d’édition réalise également le Dictionnaire canadien des noms propres et le Dictionnaire des canadianismes pour le compte de Larousse en 1989.
En 1995, Septentrion entre dans une nouvelle phase de son histoire avec le début de la publication de la série de livres L’Histoire populaire du Québec de Jacques Lacoursière, « qui a pour ambition d’être l’histoire la plus complète du Québec jamais publiée ». Cette série connaît un fort succès dès la parution du premier tome, qui figure sur la liste des best-sellers pendant plusieurs semaines. Les tomes II (1996), III (1996), IV (1997) et V (2008) connaissent une popularité similaire : en date de 2013, plus de 300 000 exemplaires de cette série ont été vendus. Ce succès consolide la place de Septentrion comme éditeur d’importance dans le paysage littéraire québécois.
Au tournant des années 2000, Septentrion connaît une période de changement et d’innovation. L’équipe s’agrandit et se rajeunit. Gilles Herman, ingénieur nucléaire belge et conjoint de Marie-Hélène Vaugeois (la fille de Denis Vaugeois), arrive dans l’équipe en 1998 à titre de conseiller informatique. Il approfondit ensuite ses connaissances en histoire et en culture québécoises, puis devient chargé de projet pour les éditions du Septentrion. En 2006, après avoir assumé la direction de Septentrion pendant 17 ans, Denis Vaugeois cède la maison d’édition à Gilles Herman, qui en devient le directeur général.
Durant la même période, Septentrion innove dans le domaine de l’édition numérique, en devenant l’une des premières maisons d’édition à proposer des versions numériques de ses livres et un moteur de recherche en ligne dès 2004.
À travers son historique, les Éditions du Septentrion prend également part à la culture historique de la Ville de Québec en devant partenaire fondateur des Rendez-vous d'histoire de Québec, une organisation sans but lucratif mettant annuellement sur pieds un festival comprenant des conférences ayant pour but de faire connaître et de rendre accessible différents types de contenu valorisant les productions en histoire, en patrimoine et en littérature historique.

## Catalogue
Les éditions du Septentrion publient surtout des ouvrages à propos l'histoire de l'Amérique du Nord, mais s’intéressent également aux sciences humaines en général, dont l'archéologie, la science politique ou l'ethnographie, par exemple. La maison d'édition a également publié quelques œuvres littéraires, particulièrement des romans historiques[réf. souhaitée]. D'ailleurs, en 2005, Septentrion crée « Hamac », une collection de fiction. Un des plus grands succès de la maison d'édition reste les cinq volumes de l’Histoire populaire du Québec de Jacques Lacoursière.
Depuis 2019, Septentrion a entrepris l’adaptation sous forme de livres de la série « Aujourd’hui l’histoire », une émission de radio diffusée par Radio-Canada.
Plusieurs prix d'excellence ont été attribués à divers ouvrages du catalogue de Septentrion, dont le prix littéraire du Gouverneur général du Canada, le prix Gutenberg, le prix Richard-Arès, le prix de l’Académie de la Marine, le prix France-Amérique, le prix Hubert-Reeves, le Prix Victor-Barbeau de l'Académie des lettres du Québec, etc.